# Hector Ross
Hector Ross (11 de fevereiro de 1914 – 26 de novembro de 1980) foi um ator britânico de cinema e televisão.
Faleceu em Londres, Inglaterra, em 1980.

## Filmografia selecionada
- Night Beat (1947)
- Bonnie Prince Charlie (1948)
- Happy Go Lovely (1951)
- I'm a Stranger (1952)
- The Steel Key (1953)
- Deadly Nightshade (1953)
- The Fur Collar (1962)
- Delayed Flight (1964)

Papéis na televisão
- Father Brown
- Murder Most English